# Mahmudia (gmina)
Mahmudia – gmina w Rumunii, w okręgu Tulcza. Obejmuje tylko jedną miejscowość Mahmudia. W 2011 roku liczyła 2341 mieszkańców. 